# Óscar López Águeda
Óscar López Águeda (Madrid, 7 de abril de 1973) es un político español, actual ministro para la Transformación Digital y de la Función Pública desde 2024.
Militante del Partido Socialista Obrero Español, se desempeñó como secretario general del Partido Socialista de Castilla y León entre 2008 y 2012, así como  líder de la oposición en las Cortes de Castilla y León entre 2011 y 2014. A nivel nacional, ha sido diputado y senador en las Cortes Generales, así como secretario de Organización del PSOE entre 2012 y 2014 y, posteriormente, portavoz del Grupo Parlamentario Socialista en el Senado desde el 22 de junio de 2015 hasta el 10 de octubre de 2016. 
Con la llegada de Pedro Sánchez al gobierno en 2018 abandonó el Senado al ser nombrado presidente de la empresa pública Paradores de Turismo de España. En julio de 2021 fue investido por Sánchez como director del Gabinete de la Presidencia del Gobierno, principal asesor político del jefe del Ejecutivo español, cargo que ejerció hasta septiembre de 2024, cuando pasó a ser ministro del Tercer Gobierno Sánchez.

## Biografía
Aunque nacido en Madrid, está vinculado a la provincia de Segovia (Castilla y León) por ser originaria de esta su familia materna: especialmente con los municipios de Bercimuel —donde su abuelo era Guardia Civil— y Riaza, donde desde niño era tradición familiar pasar las temporadas estivales y de descanso.Su familia paterna es de origen asturiano y había sufrido represión por parte de la dictadura franquista.
En la Universidad Complutense de Madrid estudió Ciencias Políticas, con la doble especialidad de Estudios Internacionales y Administración Pública. Además, cursó un año de Erasmus en la Universidad de Newcastle upon Tyne (Reino Unido). Realizó estudios de Derecho que no finalizó puesto que comenzó un curso de postgrado en Economía Internacional por la Universidad de Newcastle Upon Tyne, además de cursos sobre Unión Europea y Derecho Internacional.

### Actividad política inicial (1996-2008)
En 1996, según acabó sus estudios, se afilió al Partido Socialista Obrero Español (PSOE) y pasó a trabajar como asistente del Grupo Parlamentario Socialista en el Congreso de los Diputados, donde conocería a José Blanco. Al poco fue elegido asesor del Partido de los Socialistas Europeos en el Parlamento Europeo entre 1997 y 2000, por su condición de experto en Relaciones Internacionales. Fue en este periodo en Bruselas cuando conoció al entonces estudiante Pedro Sánchez Pérez-Castejón.
A su regreso a España fue "fichado" por el nuevo secretario de Organización, José «Pepe» Blanco,que le nombró coordinador de la Secretaría de Organización y Acción Electoral, puesto que ocupó entre septiembre de 2000 y junio de 2008. En ese periodo afianzaría su relación con Pedro Sánchez y Antonio Hernando, que también tenían cargos como secretarios de Organización. En el 36º Congreso del PSOE (julio de 2005) se integró en la comisión ejecutiva como vocal.
En las elecciones generales de 2004 fue elegido diputado al Congreso por Segovia en la VIII Legislatura. Revalidaría el cargo en las elecciones generales de 2008 de cara a la IX Legislatura, que concluyó en 2011. Como diputado fue portavoz de la Comisión de Control Parlamentario de RTVE, pues fue ponente del proyecto de Ley de reforma de la financiación de la Corporación RTVE (121/27).

### Secretario general del PSOE de Castilla y León (2008-2012)
Al poco de revalidar su escaño nacional fue designado el 20 de septiembre de 2008 secretario general del PSOE de Castilla y León, máximo representante de la federación de dicha comunidad. Para centrase en el puesto abandonó su cargo orgánico de ámbito nacional, aunque siguió como diputado hasta 2011. En aquél periodo como Secretario General conoció a Óscar Puente y a Ana Redondo, futuros ministros del Gobierno Sánchez.
El 22 de abril de 2010, Óscar López anunció su candidatura como presidente de Castilla y León en las elecciones autonómicas de mayo de 2011, con el lema «Puro cambio». En un entorno de retroceso del PSOE en toda España, la candidatura socialista en Castilla y León obtuvo 29 procuradores de 84, perdiendo cuatro. Su candidatura no pudo lograr el número suficiente de apoyos y la presidencia recayó en Juan Vicente Herrera (PP). Óscar López fue entonces el jefe de oposición en calidad de portavoz del Grupo Parlamentario socialista en las Cortes de Castilla y León. Adicionalmente, en julio de 2011 fue designado senador en representación de esta comunidad autónoma en el Senado.

### Secretario de Organización del PSOE (2012-2014)

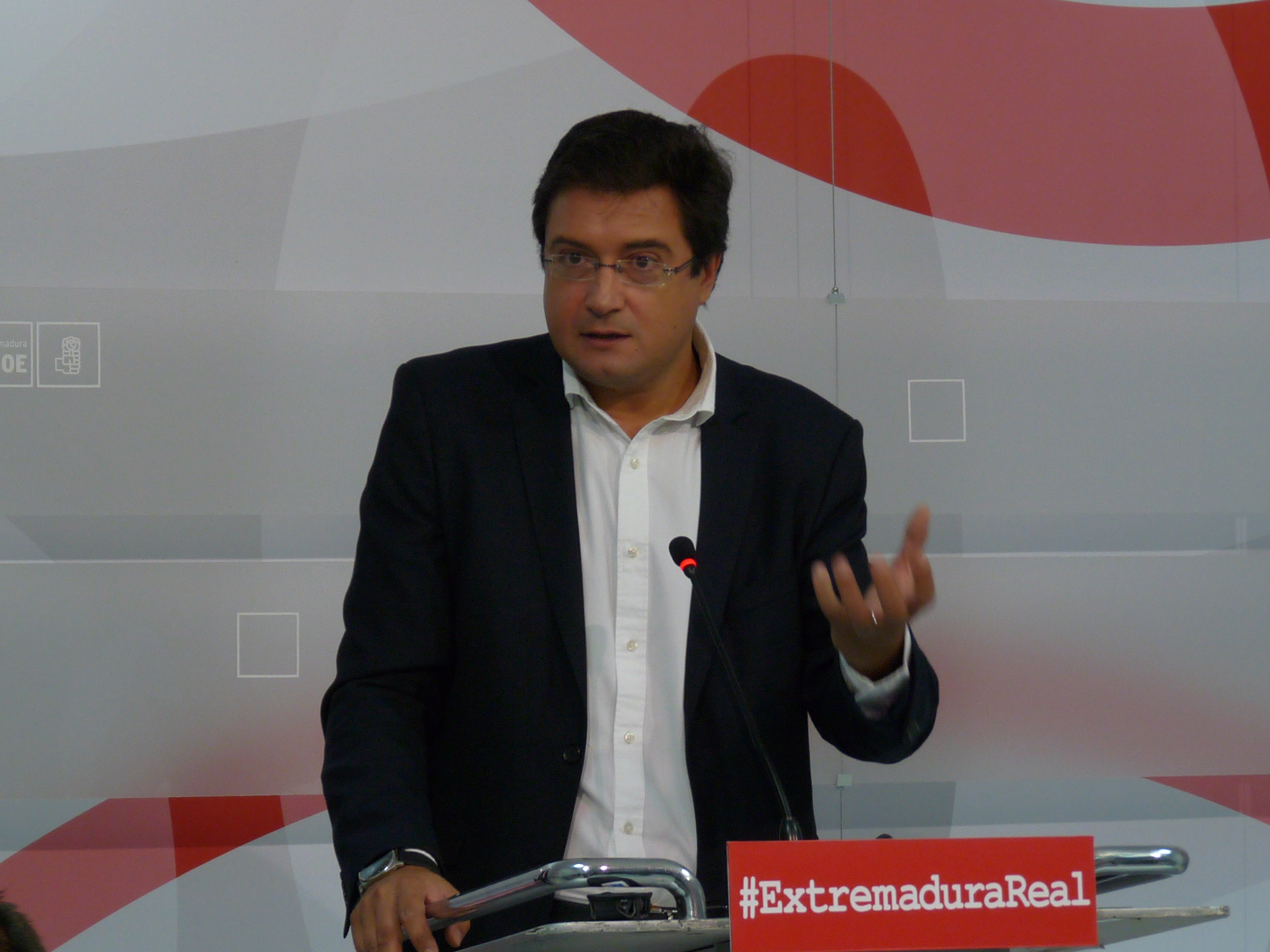
Óscar López como secretario de Organización en la sede del PSOE de Extremadura en Mérida en 2013.

En febrero de 2012 el PSOE celebró su  XXXVIII Congreso Federal, donde saldría elegido secretario general Alfredo Pérez Rubalcaba. Óscar López fue nombrado secretario de Organización del PSOE, y por tanto, número tres del partido. Renunció a la secretaría general del PSOE en Castilla y León y al escaño del Senado, aunque continuó como diputado autonómico hasta septiembre de 2014.
En el Congreso Extraordinario del PSOE de julio de 2014 López dejó el cargo de Secretario de Organización del PSOE a instancias del nuevo secretario general Pedro Sánchez.No obstante, pasó a formar parte del Comité Federal.

### Como senador (2014-2018)
En septiembre de 2014 fue elegido senador de nuevo por las Cortes de Castilla y León, dimitiendo del parlamento autonómico.En las elecciones autonómicas de 2015 fue el jefe de campaña del candidato socialista madrileño Ángel Gabilondo. 
El 22 de junio de 2015 asumió el puesto de portavoz del Grupo Socialista del Senado. Un mes después, las Cortes de Castilla y León le volvieron a designar senador, a pesar de ya no formar parte de la política castellanoleonesa.En octubre de 2016 dimitió como portavoz coincidiendo con la salida forzada de Sánchez como secretario general del PSOE en ese momento.
A pesar de su vinculación previa con Pedro Sánchez, en el Congreso Extraordinario del PSOE de junio de 2017 actuó como jefe de campaña de Patxi López, que buscaba ser elegido como secretario general. Este perdió ante Sánchez, que se ratificó como secretario general.
En octubre de 2017 Oscar López formó parte de la Comisión del 155, encargada de tramitar la aplicación del artículo 155 de la Constitución en Cataluña. En base a esta experiencia en junio de 2018 presentó su libro Del 15M al Procés: la gran transformación de la política española.

### En los gobiernos de Pedro Sánchez (desde 2018)

#### Presidente de Paradores (2018-2021)
Con la llegada de Pedro Sánchez a la presidencia del Gobierno en 2018, el hasta entonces senador Óscar López fue designado presidente de la empresa pública hotelera Paradores de Turismo de España, cargo que desempeñaría desde el 25 de julio de 2018.

#### Jefe de Gabinete de Pedro Sánchez (2021-2024)
En julio de 2021, Pedro Sánchez remodeló su segundo gobierno, nombrando a Óscar López como jefe de Gabinete de Presidencia, el principal asesor político del presidente. En las elecciones generales de 2023 fue elegido diputado del Congreso por Madrid al ir 7º en la lista del PSOE. De esas elecciones surgió en noviembre de 2023 el tercer gobierno de Pedro Sánchez, en donde Oscar López volvió a ser nombrado como jefe de Gabinete.Para centrarse en el cargo el 1 de diciembre dimitió como Diputado tras un breve paso por la XV Legislatura.

#### Ministro del Gobierno de España (desde 2024)
El 4 de septiembre de 2024 el El País adelantó en exclusiva que López sería el reemplazo de José Luis Escrivá al frente del Ministerio para la Transformación Digital y de la Función Pública, en el caso de que este fuera nombrado gobernador del Banco de España. Tras los rumores, el presidente del Gobierno confirmó la propuesta el 4 de septiembre de 2024. Tomó posesión del cargo el 6 de septiembre de 2024.
A principios de diciembre de 2024 López confirmó su intención de presentarse a las primarias a Secretario General del PSOE de la Comunidad de Madrid, tras la dimisión pocos días antes de Juan Lobato.

## Cargos desempeñados
- Coordinador de la Secretaría de Organización y Acción Electoral del PSOE (2000-2008);
- Diputado por la provincia de Segovia en el Congreso de los Diputados (2004-2011);
- Secretario general del PSOE de Castilla y León (2008-2012);
- Procurador por Segovia en las Cortes de Castilla y León (2011-2014);
- Portavoz del PSOE en las Cortes de Castilla y León (desde 2011);
- Senador designado por las Cortes de Castilla y León (2011-2012);
- Secretario de Organización del PSOE (2011-2014);
- Senador designado por las Cortes de Castilla y León (desde 2014);
- Secretario general del Grupo Socialista en el Senado (2014-2015);
- Portavoz del Grupo Socialista en el Senado (2015-2016);
- Vicepresidente de la Comisión Mixta Congreso - Senado de RTVE (2016-2017);
- Vocal en la Comisión Conjunta de las Comisiones General de las CC.AA y Constitucional en el Senado, Vocal en la Comisión Mixta Congreso - Senado de RTVE (2017-2018);
- Presidente - Consejero Delegado de Paradores de Turismo de España (2018-2021);
- Jefe de Gabinete de la Presidencia del Gobierno de España (2021-2024)
- Ministro para la Transformación Digital y de la Función Pública (2024-)